# Nith Bridge (New Cumnock)
Die Nith Bridge ist eine Straßenbrücke in der schottischen Ortschaft New Cumnock in der Council Area East Ayrshire. 1979 wurde das Bauwerk in die schottischen Denkmallisten in der Denkmalkategorie B aufgenommen.

## Beschreibung
Die Nith Bridge befindet sich am Nordrand New Cumnocks unweit des Bahnhofs. Sie überführt die A76 über den Nith kurz vor der Einmündung des Afton Waters. Es handelt sich um eine Steinbogenbrücke, welche den Fluss in drei flachen Bögen überspannt. Eine flache, schlichte Brüstung grenzt die Fahrbahn ein.